# Activismo femenino

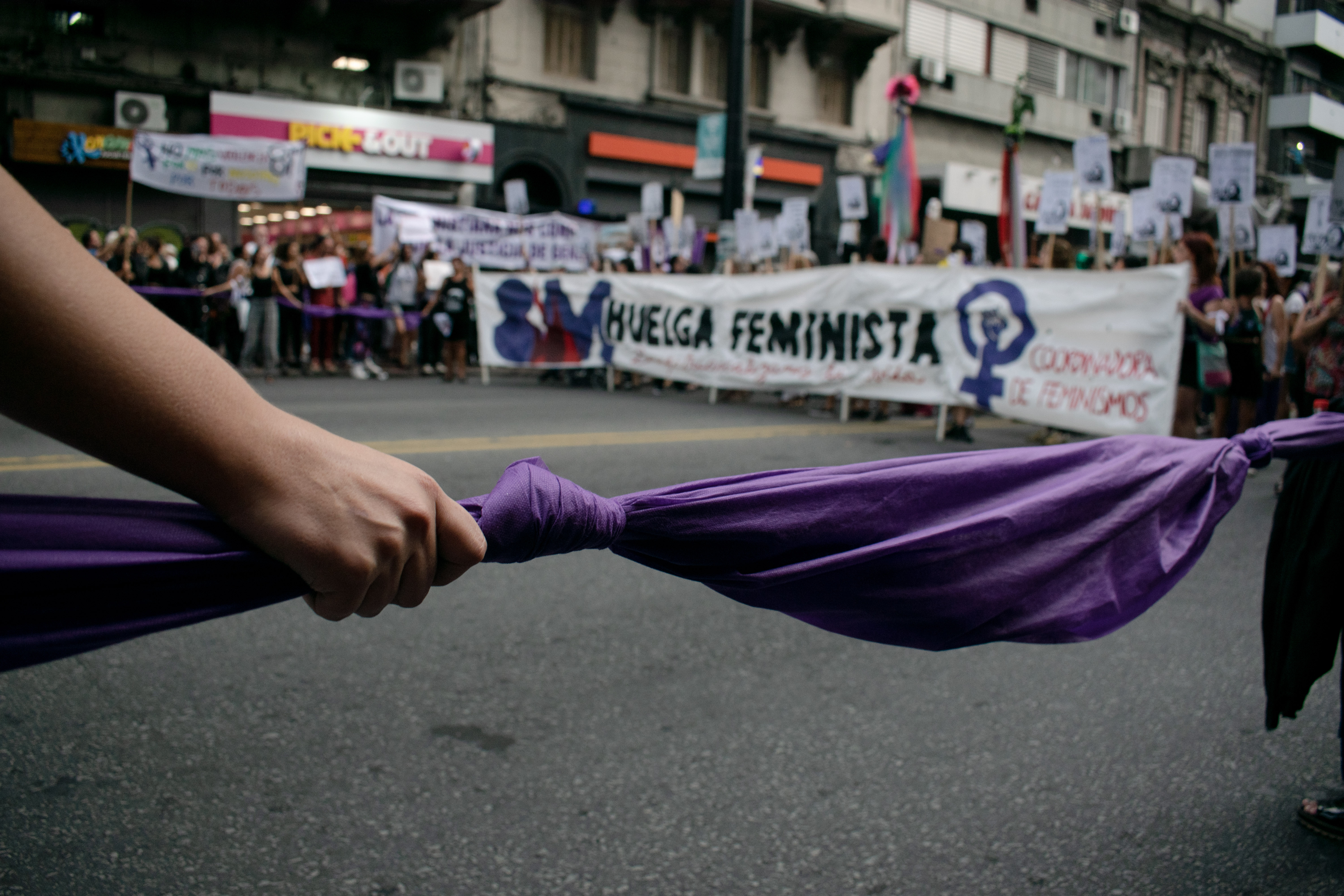
Concentración de activistas feministas en la marcha del 8 de marzo de 2020 en la ciudad de Montevideo, Uruguay.

El activismo femenino es una forma de activismo en general practicada por mujeres, tendiente a concientizar, defender y promover los derechos de la mujer en todas las esferas de la sociedad.
No se debe confundir activismo femenino con feminismo, considerándose este sólo una de sus posibles formas. En efecto: hay sociedades donde el rol de la mujer está de alguna manera supeditado al del hombre, y sin embargo hay militantes por los derechos de la mujer al sufragio, la educación e inclusive la participación en política o en las jerarquías religiosas.
En ocasiones, hay mujeres que alcanzan roles muy destacados por derecho propio, pero sin embargo no lo hacen en aras de promover los derechos de la mujer. Se dice, por ejemplo, que muchas mujeres que llegaron a ministras lo hicieron "siendo más hombre que un hombre". 
Por tanto, importa sí definir qué son los derechos de la mujer, para así poder entender este concepto tan genérico que es el activismo femenino. En efecto, puede apuntar a igualar los derechos de hombres y mujeres, o por el contrario, procurar el respeto a la dignidad de la mujer en tanto complementaria del hombre.